# Deltochilum viridicupreum
Deltochilum viridicupreum är en skalbaggsart som beskrevs av Vladimir Balthasar 1939. Deltochilum viridicupreum ingår i släktet Deltochilum och familjen bladhorningar. Inga underarter finns listade i Catalogue of Life.